# Star Wars: Obsession
Star Wars: Obsession è una miniserie di fumetti appartenente all'Universo espanso di Guerre stellari, scritti da Haden Blackman, disegnati da Brian Ching e pubblicati dalla Dark Horse Comics dal 24 novembre 2004 al 18 maggio 2005. Le copertine sono di Brian Ching e Brad Anderson.

## Storia editoriale
È composta da 5 albi ed è temporalmente ambientata nella galassia immaginaria di Guerre stellari tra gli eventi narrati nei film Episodio II - L'attacco dei cloni e Episodio III - La vendetta dei Sith.
La miniserie è stata anche pubblicata in edizione paperback nel novembre 2005, nella raccolta Clone Wars Volume 7: When They Were Brothers (copertina di Tomás Giorello), insieme alla storia Brothers in Arms (storia di Miles Lane, disegni di Nicola Scott, pubblicato per la prima volta nel maggio 2005).

## Trama
Convinto che la Jedi Oscura Asajj Ventress sia ancora viva, Obi-Wan Kenobi rinuncia temporaneamente al suo primo periodo di licenza dal fronte e si fa aiutare da Anakin Skywalker e Aayla Secura nella sua disperata caccia a Ventress. Anakin crede di averla già ucciso egli stesso e che Obi-Wan stia "inseguendo un fantasma". I dubbi di Anakin sulla ricerca del suo ex Maestro non si attenuano quando, seguendo la traccia di voci sull'esistenza di Ventress, finiscono in una trappola orchestrata da due loro vecchi avversari, il cacciatore di taglie Durge e il Conte Dooku.

## Edizioni estere
In Italia la miniserie è stata pubblicata da Panini Comics nella collana Cult Comics.